# 마이트레이 라마크리슈난
마이트레이 라마크리슈난(Maitreyi Ramakrishnan, 2001년 12월 28일 ~ )은 캐나다의 배우이다. 넷플릭스 코미디 드라마 《네버 해브 아이 에버》의 주인공 데비 역으로 출연하였다.